# Christian Poncelet
Pour les articles homonymes, voir Poncelet.
Christian Poncelet, né le 24 mars 1928 à Blaise (Ardennes) et mort le 11 septembre 2020 à Remiremont (Vosges), est un homme d'État français.
Après avoir milité comme syndicaliste chrétien, il adhère aux partis gaullistes. Il est élu pour la première fois député en 1962, président du conseil général des Vosges en 1976 et maire de Remiremont en 1983. Grâce à ses réseaux, il œuvre activement au développement de ce département.
Entre 1972 et 1977, sous les présidences de Georges Pompidou et de Valéry Giscard d'Estaing, il est plusieurs fois secrétaire d’État, détenant successivement cinq portefeuilles différents, dont ceux du Budget et des Relations avec le Parlement. Il est ensuite brièvement député européen.
Sénateur des Vosges de 1977 à 2014, il est élu à la surprise générale président du Sénat en 1998 face au président sortant, le centriste René Monory. Il cherche dès lors à réformer et médiatiser l’action de la haute assemblée, en développant des activités de mécénat, en relançant le musée du Luxembourg ou encore en créant la chaîne Public Sénat. Réélu deux fois, il ne se représente pas en 2008.
Il prend sa retraite politique en 2015, en quittant la tête du conseil général des Vosges, à l’âge de 87 ans. Avec plus d'un demi-siècle de mandats électifs, il est ainsi l’une des personnalités contemporaines à la carrière politique la plus longue.

## Situation personnelle

### Origines et famille
Né dans une famille de modestes exploitants agricoles, Christian Poncelet n'a pas connu son père, qui avait quitté le foyer et sa compagne, Raymonde Chamillard, âgée de dix-huit ans, quelques mois après que celle-ci l'eut mis au monde. Sa mère décide alors de quitter Blaise pour s'installer avec son fils à Acy-Romance, village non loin de Rethel, où ses grands-parents maternels exploitaient une ferme.
En 1949, il épouse Yvette Miclot (1927-2019), fille d’un père menuisier et d’une mère tisserande. Le couple a deux enfants : Danielle et Laurence.

### Formation
Christian Poncelet effectue des études à l'École nationale professionnelle des PTT, dont il sort sous-ingénieur, et commence sa carrière en 1950. Il avait pourtant échoué au brevet en juin 1947, avant d’effectuer son service militaire. Une fois engagé en politique, il se vantera de ne pas être issu des rangs de l’ENA, contrairement à beaucoup d’hommes d’État.

### Carrière professionnelle
Contrôleur des télécommunications aux PTT de 1953 à 1962, il assume, parallèlement à son activité professionnelle, des responsabilités syndicales dans le cadre de la CFTC, dont il est membre du comité confédéral national.

## Parcours politique

### Élu dans les Vosges
En 1953, il rencontre Pierre Mendès France, auquel il se lie et qui l'initie à la politique. Gaulliste de gauche, Christian Poncelet est élu en 1962, 1967 et 1968 député des Vosges dans la circonscription de Remiremont. Il s'implante dans cette commune, où vécurent notamment Paul Doumer et Gaston Bachelard, en devenant conseiller général de son canton en 1963, conseiller municipal chargé du budget en 1965, puis premier adjoint à partir de 1971. Maire de Remiremont de 1983 à 2001, il démissionne à cette date pour respecter la règle du non-cumul des mandats.
Localement, il développe une image d'homme convivial et disponible. Grâce à ses relations nationales, il fait profiter son département et sa commune, faisant notamment desservir Remiremont par le TGV et deux routes à deux fois deux voies. Il embellit sa commune, la dote d'un cinéma, d'un centre culturel, et d'un centre hippique.

### Secrétaire d'État
En 1972, il est appelé par le Premier ministre Pierre Messmer pour entrer dans son gouvernement en tant que secrétaire d'État auprès du ministre d'État chargé des Affaires sociales (1972-1973), puis secrétaire d'État auprès du ministre du Travail, de l'Emploi et de la Population (1973-1974), et enfin secrétaire d'État auprès du Premier ministre, chargé de la Fonction publique (1974). Après l'élection de Valéry Giscard d'Estaing et la nomination de Jacques Chirac à Matignon, il devient secrétaire d'État chargé du Budget, reconduit sous le gouvernement Raymond Barre.
Ayant abandonné son mandat de député en 1972 et 1973 pour entrer au gouvernement, il est élu, le 17 mars 1976, président du conseil général des Vosges, puis sénateur l'année suivante, démissionnant de sa fonction de secrétaire d'État auprès du Premier ministre, chargé des Relations avec le Parlement, qu'il occupait depuis quelques mois. Entré la même année au conseil régional de Lorraine, il est réélu jusqu'en 1992. Président de la commission des Finances du Sénat à partir de 1986, il dispose dès lors, du rôle clé du versement mensuel de la réserve parlementaire aux sénateurs.

### Président du Sénat
En 1998, Christian Poncelet se porte candidat à la présidence du Sénat et fait campagne en faveur d’une « modernisation » profonde de l’institution, perçue dans l’opinion comme peu active voire inutile. Le candidat du RPR n’est pas le favori du scrutin, le « plateau » n’ayant jamais été occupé par un gaulliste et le groupe centriste étant majoritaire. Mais au premier tour, le 2 octobre, il devance de 16 voix René Monory, président sortant, qui décide alors de retirer sa candidature. Au troisième tour, Christian Poncelet l’emporte avec 189 des 283 suffrages exprimés.
Comme promis avant son élection, Christian Poncelet cherche à moderniser l'image de la chambre haute. Il instaure d’importantes actions de mécénat et invite les sénateurs à se rapprocher de la société civile, notamment du monde de l'entreprise. Au niveau médiatique, il fait notamment promouvoir un musée du Luxembourg rénové, organise des expositions de peinture au Petit Luxembourg — qui rencontrent un grand succès auprès du public —, fait poser des photographies le long des grilles du jardin du Luxembourg et lance des événements comme les Tremplins entreprise ou les Rendez-vous citoyens. En collaboration avec le président de l’Assemblée nationale Laurent Fabius et le journaliste Jean-Pierre Elkabbach, il est également à l'origine du lancement de la chaîne télévisée Public Sénat,,.

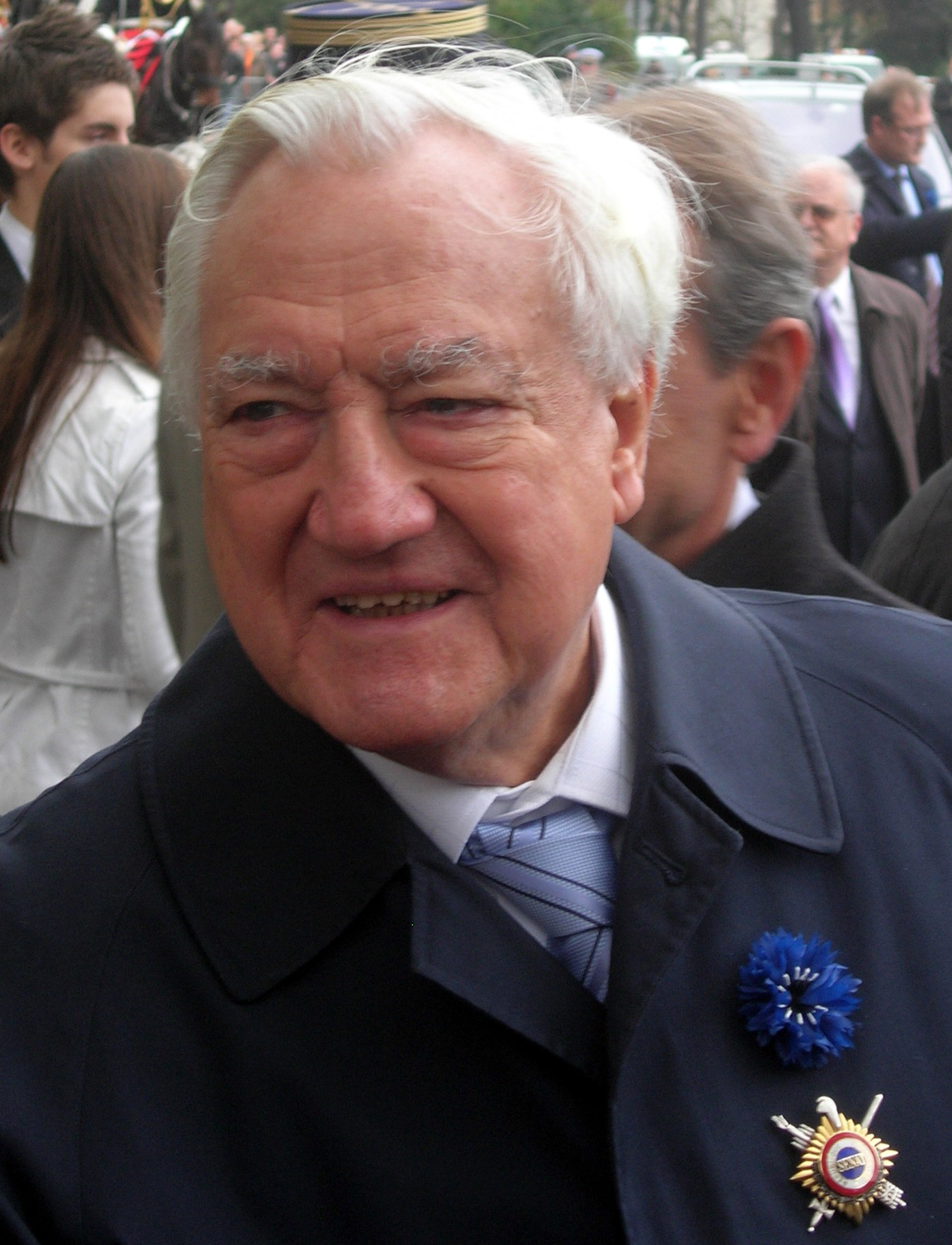
Christian Poncelet aux cérémonies du 11-Novembre (Paris, 2006).

Alors qu’il entend poursuivre sa politique de « nécessaire rajeunissement », il est facilement réélu président du Sénat au premier tour des scrutins d’octobre 2001 et d’octobre 2004, avec 201 puis 191 voix (contre 105 pour Claude Estier puis 116 à Jean-Pierre Bel, candidats socialistes successifs),.
Les changements qu'il opère interviennent alors que Lionel Jospin, Premier ministre socialiste sous la troisième cohabitation, dénonce « l'anachronisme » du Sénat. Deux ans plus tard, le gouvernement de droite de l’ancien sénateur Jean-Pierre Raffarin fait voter une réforme qui modifie le mode d'élection des sénateurs, jugé excessivement favorable aux petites communes, et ramène la durée de leur mandat de neuf à six ans. Dans le même temps, Christian Poncelet appelle à ajouter au rôle de législateur de l’institution une politique accrue de contrôle et évaluation des politiques publiques.
En janvier 2003, face au président du Conseil constitutionnel, Yves Guéna, il est élu à l'Académie des sciences morales et politiques, succédant à Bernard Destremau au fauteuil 4 de la section générale,. Sa cérémonie de remise d’épée a lieu le 17 décembre suivant, au grand amphithéâtre de la Sorbonne.
En 2005, le renouvellement du Sénat, initialement prévu en 2007 — et par conséquent l’élection de son président — est repoussé d’un an, pour éviter un nombre trop grand de scrutins en 2007.
À quelques jours de sa fin de présidence, Le Canard enchaîné révèle qu’il occupe depuis 2004 un appartement de fonction de 200 m2 dans le 6e arrondissement de Paris et qu’aucune disposition ne l’oblige à le quitter après la fin de sa fonction. Face à la polémique naissante, Christian Poncelet annonce y renoncer le jour de l'élection de son successeur, Gérard Larcher, le 1er octobre 2008.

### Fin de carrière et mort

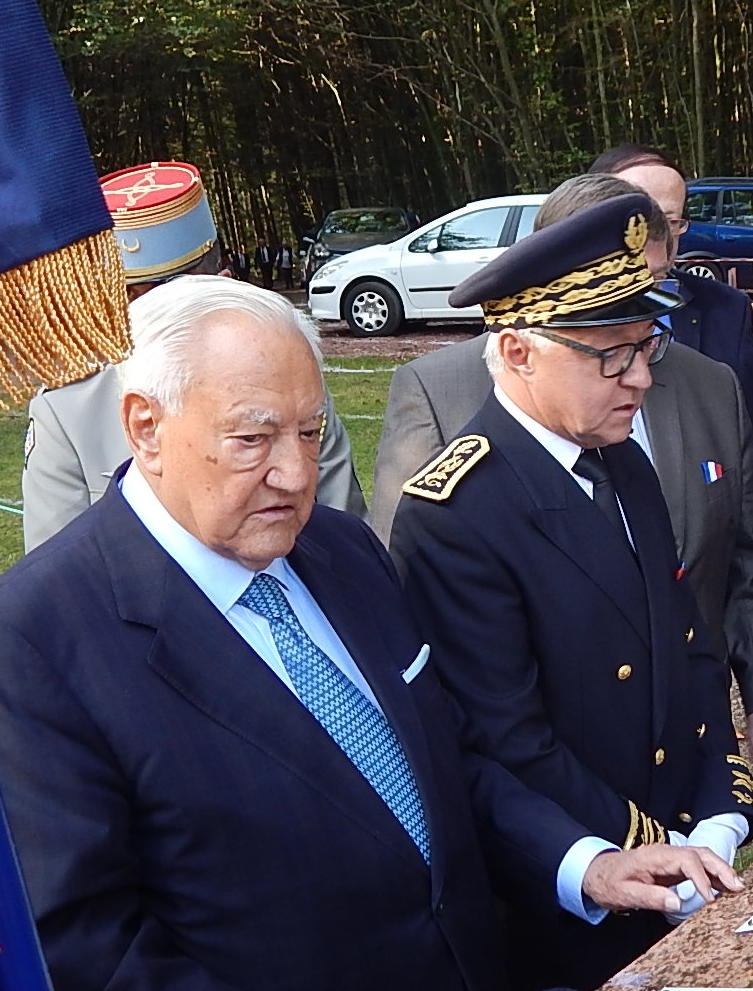
Christian Poncelet au maquis du Haut-du-Bois (2014).

À partir de 2011, il fait l’objet d'une forte contestation au sein du conseil général des Vosges,. Son âge (83 ans), sa longévité à la tête du département (11 mandats consécutifs, soit 35 ans) et son manque de transparence sont particulièrement critiqués. Lors de l’élection du président du conseil général des Vosges de 2011, Philippe Faivre obtient le même nombre de voix que Christian Poncelet. Au bénéfice de l'âge, le président sortant est réélu.
Christian Poncelet est par ailleurs président de la chaîne télévisée Vosges Télévision de 2009 à 2015. Lors du congrès de l'Union pour un mouvement populaire de 2012, il soutient la candidature de François Fillon à la présidence du parti.
En 2013, il est le parlementaire français ayant la plus grande longévité électorale. Le journal Le Monde indique qu'à cette date, l'ancien président du Sénat a cumulé 147 années de mandats électifs.
Il met un terme à sa carrière politique en ne se représentant pas aux élections sénatoriales de 2014 et aux élections départementales de 2015. À partir de 2018, il vit dans une maison de retraite de Remiremont,.
Admis à la fin du mois de juillet 2020 au centre hospitalier de la commune, il y meurt le 11 septembre suivant, à l’âge de 92 ans. Ses obsèques religieuses ont lieu le 18 septembre en l’église abbatiale de Remiremont, célébrées par Mgr Didier Berthet, évêque de Saint-Dié, en présence notamment de Gérard Larcher, président du Sénat, Jacqueline Gourault, ministre de la Cohésion des territoires et des Relations avec les collectivités territoriales, Christian Jacob, président du parti Les Républicains, et de nombreux maires et élus du département des Vosges. Il est ensuite inhumé au cimetière de Remiremont.

## Prises de position
Christian Poncelet se définit lui-même comme un gaulliste de gauche.
Durant la campagne du référendum sur le quinquennat présidentiel de 2000, il prend position pour le « non », préférant un « mandat présidentiel de sept ans non renouvelable immédiatement ».

## Profil et particularités
Christian Poncelet se vante de n'avoir jamais perdu une élection, ayant écarté ceux, à droite ou à gauche, qui ont tenté de le supplanter, comme Lionel Stoléru, candidat aux élections législatives de 1978, Philippe Séguin, député et maire d'Épinal, et Christian Pierret, maire de Saint-Dié, ou qui se sont opposés à son pouvoir.
Il est décrit comme un homme de réseaux, ce qui lui est utile lors de l’élection à la présidence du Sénat de 1998, pour laquelle il n’était pas donné favori.

## Détail des mandats et fonctions

### Au gouvernement
- 6 juillet 1972 – 5 avril 1973 : secrétaire d'État auprès du ministre d'État, chargé des Affaires sociales (gouvernement Pierre Messmer I)
- 12 avril 1973 – 1er mars 1974 : secrétaire d'État auprès du ministre du Travail, de l'Emploi et de la Population (gouvernement Pierre Messmer II)
- 1er mars – 27 mai 1974 : secrétaire d'État auprès du Premier ministre, chargé de la Fonction publique (gouvernement Pierre Messmer III)
- 8 juin 1974 – 25 août 1976 : secrétaire d'État auprès du ministre de l'Économie et des Finances, chargé du Budget (gouvernement Jacques Chirac I)
- 27 août 1976 – 30 mars 1977 : secrétaire d'État auprès du ministre délégué à l'Économie et aux Finances, chargé du Budget (gouvernement Raymond Barre I)
- 1er avril – 26 septembre 1977 : secrétaire d'État auprès du Premier ministre, chargé des Relations avec le Parlement (gouvernement Raymond Barre II)

### À l'Assemblée nationale
- 6 décembre 1962 – 6 août 1972 ; 2 avril – 12 mai 1973 : député de la 3e circonscription des Vosges
- 1967-1972 : vice-président de la commission de la Production et des Échanges

### Au Parlement européen
- 17 juillet 1979 – 30 septembre 1980 : député européen, membre du groupe des démocrates européens de progrès (DEP)

### Au Sénat
- 3 octobre 1977 – 30 septembre 2014 : sénateur des Vosges
- Janvier 1981 :
  - Rapporteur de la commission sénatoriale d'enquête sur les difficultés de l'industrie textile
  - Prise de fonctions au Conseil de l'Europe
- Avril 1983 : rapporteur de la mission d'information chargée d'étudier le déroulement et la mise en œuvre politique de la décentralisation
- 1986-1998 : président de la commission des Finances, du Contrôle budgétaire et des Comptes économiques de la Nation
- 2 octobre 1998 – 30 septembre 2008 : président du Sénat

### Au niveau local
- 1er décembre 1963 – 2 avril 2015 : conseiller général des Vosges, élu dans le canton de Remiremont
- 1965-2001 : conseiller municipal de Remiremont
- 1971-1983 : adjoint au maire de Remiremont
- 1977-1992 : conseiller régional de Lorraine, élu dans les Vosges
- 1982-1992 : président de la commission des Finances du conseil régional de Lorraine
- 1983-2001 : maire de Remiremont
- 19 mars 1976 – 2 avril 2015 : président du conseil général des Vosges

### Au sein de partis
- À partir de février 1971 : secrétaire général adjoint de l'UDR
- À partir de septembre 1979 : membre du conseil politique du RPR
- À partir de février 1980 : président de la commission des affaires sociales du RPR
- À partir de septembre 1986 : conseiller national du RPR, chargé des problèmes financiers et budgétaires

### Autre
- 27 janvier 2003 – 11 septembre 2020 : membre de l'Académie des sciences morales et politiques (fauteuil 4 de la section VI, « section générale »)

## Synthèse des résultats électoraux

### Présidence du Sénat
| Année | Parti | Parti | 1er tour | 1er tour | 1er tour | 2e tour | 2e tour | 2e tour | 3e tour | 3e tour | 3e tour | Issue |
| Année | Parti | Parti | Voix     | %        | Rang     | Voix    | %       | Rang    | Voix    | %       | Rang    | Issue |
| ----- | ----- | ----- | -------- | -------- | -------- | ------- | ------- | ------- | ------- | ------- | ------- | ----- |
| 1998  |       | RPR   | 118      | 38,2     | 1er      | 125     | 39,4    | 1er     | 189     | 66,8    | 1er     | Élu   |
| 2001  | 201   | RPR   | 65,7     | 1er      |          |         |         |         |         |         | Élu     |       |
| 2004  |       | UMP   | 191      | 62,0     | 1er      | Élu     |         |         |         |         |         |       |

### Élections sénatoriales
| Année | Parti | Parti | Département | 1er tour | 1er tour | 1er tour | 2d tour | 2d tour | 2d tour | Issue |
| Année | Parti | Parti | Département | Voix     | %        | Rang     | Voix    | %       | Rang    | Issue |
| ----- | ----- | ----- | ----------- | -------- | -------- | -------- | ------- | ------- | ------- | ----- |
| 1986  |       | RPR   | Vosges      | 982      | 77,8     | 1er      |         |         |         | Élu   |
| 1995  | 585   | RPR   | Vosges      | 48,4     | 1er      | 633      | 53,2    | 1er     | Élu     |       |
| 2004  |       | UMP   | Vosges      | 710      | 59,5     | 1er      |         |         |         | Élu   |

## Distinction
- Officier de la Légion d'honneur  (31 décembre 2013)
- Commandeur de l'Ordre du Mérite du Sénat de la république du Chili (16 mars 2005 / Valparaiso)
- Grand Médaille d'or de la Société d'Encouragement au progrès (2008), (et membre de son comité d'honneur)

### Documentaire
- Christian Poncelet, le deuxième homme, réalisé par Jean-Philippe Lefèvre et diffusé pour la première fois en 2003 sur Public Sénat.